# مایک پولاک
مایک پولاک (به انگلیسی: Mike Pollock) یک صداپیشه آمریکایی اهل ایالات متحده است که بخاطر صداپیشگی شخصیت دکتر اگمن در سری بازی‌های سونیک خارپشت شناخته شده‌است.